# Eupithecia inexercita
Eupitecia inexercita es una especie de polilla de la familia Geometridae. La especie fue descrita por primera vez por András Mátyás Vojnits en 1982, con distribución en Irán. El holotipo de la especie fue descrita a aproximadamente 50 kilómetros (31,1 mi) de Teherán, en el sector Shimshak de los Montes Elburz a unos 2300 metros (7545,9 pies) de altitud. El holotipo, un espécimen macho, se encuentra en el Museo de Historia Natural de Hungría, en Budapest.